# Ceasuri liturgice

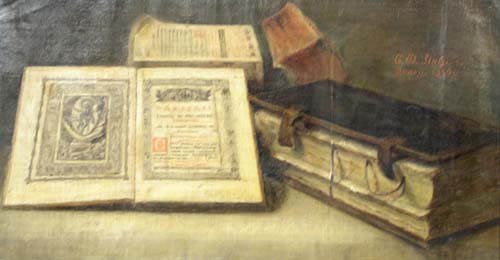
Cărți bisericești, pictură de C.D. Stahi

Ceasurile liturgice, Orele canonice (lat.: hora) sau Cele șapte laude reprezintă un ciclu zilnic de rugăciune în creștinism, săvârșit la intervale regulate pe parcursul unei zile liturgice. Textul rugăciunilor se găsește în Ceaslov, Cartea orelor sau Breviar. 

## Origini

### Iudaismul și biserica primară
Slujba ceasurilor a izvorât din practicille de rugăciune ale evreilor. În Vechiul Testament, Dumnezeu a poruncit preoților israeliți să ofere jertfe de animale dimineața și după-amiaza (Ieșire 29,38-39). Aceste sacrificii s-au mutat de la Cortul întâlnirii la Templul lui Solomon din Ierusalim .
În timpul captivității babiloniene, când Templul nu mai era în uz, practica de rugăciune a continuat în sinagogi, iar slujbele (la momente fixe ale zilei) constând în lectura Torei, psalmilor și imnurilor au evoluat. Astfel „jertfa de laudă” a început să înlocuiască sacrificarea animalelor. După revenirea în Iudeea, rugăciunile au fost încorporate în practicile religioase de la Templul lui Solomon.
Vindecarea miraculoasă a ologului din naștere, descrisă în Faptele Apostolilor 3:1, a avut loc când Petru și Ioan mergeau la Templu pentru rugăciunea din ceasul al nouălea. Practica rugăciunilor zilnice s-a dezvoltat din practica evreiască de a recita rugăciuni la anumite ore ale zilei cunoscute sub numele de Zmanim (Hebrew: זְמַנִּים, literal „timp”).
Psalmul 118,164 afirmă: „De șapte ori pe zi Te-am lăudat pentru judecățile dreptății Tale” și  Sfântul Simeon al Tesalonicului spune că „vremile orânduite și rugăciunile sunt în număr de șapte, după numărul darurilor Duhului, căci și sfintele rugăciuni sunt prin Duhul”. Deasemenea  în Fapte 10:9  hotărârea de a primi neamurile în comunitatea credincioșilor a luat naștere dintr-o viziune pe care Petru a avut-o în timp ce se ruga la ceasul al șaselea.
Primii creștini s-au rugat cu Psalmi (Fapte 4:23-30), care au rămas partea principală a ceasurilor liturgice. Până în anul 60 d.Hr., Didahia, recomanda ucenicilor să spună Rugăciunea Tatăl nostru de trei ori pe zi, această practică se regăsește și în ceasurilor liturgice. În secolele al doilea și al treilea, Părinți ai Bisericii precum Clement din Alexandria, Origen și Tertulian au scris despre practica rugăciunii de dimineață și de seară și despre rugăciunile din ceasul al treilea, al șaselea și al nouălea.
De pe vremea Bisericii primare în Tradiția Apostolică, Hippolytus îi instruia pe creștini să se roage de șapte ori pe zi „la trezire, la înserat, la culcare, la miezul nopții” și de asemenea la „al treilea, al șaselea și al nouălea ceas din zi, fiind ore asociate cu Patimile lui Hristos."
În biserica primară, în noaptea dinaintea fiecărei sărbători, se făcea Priveghere. Cuvântul „veghe”, aplicat la început slujbei de noapte (miezonopticii), provine dintr-o sursă latină, și anume Vigiliae</link> ce desemnează ceasuri din noapte sau gărzi ale soldaților. Noaptea de la ora șase seara la ora șase dimineața era împărțită în patru veghi de câte trei ore fiecare. Miezonoptica este legată de Psalmul 118:62 „La miezul nopții m-am sculat ca să Te laud pe Tine, pentru judecățile dreptății Tale”.

### Evul mediu
Pe măsură ce slujba ceasurilor s-a extins în comunitățile monahale creștine din Răsărit și Apus, ele au devenit mai complexe însă esența programului ciclic de rugăciune a  rămas, devenind program zilnic de viețuire în mănăstiri. Până în secolul al IV-lea, structura ceasurilor erau mai mult sau mai puțin stabilită. Pentru clerul secular (nemonastic) și mireni, rugăciunile ceasurilor erau mult mai scurte, iar în multe biserici forma ceasurilor a devenit un hibrid de practică seculară și monahală.
Odată cu răspîndirea monahismului, recitarea orelor și formatul liturghiei au fost tipizate. În anul 484 sfântul Sava cel Sfințit a început notarea practicilor liturgice din Ierusalim. În 525, sfântul Benedict de Nursia a scris primul liturghier al orelor din Europa Occidentală. Odată cu reformele de la Cluny din secolul al XI-lea, s-a impus o formă nouă a liturghiei benedictine. Sfântul Scaun a elaborat doar în secolul al XI-lea un Breviar Roman oficial, pentru a uniformiza varietățile de practici pentru Biserica Apuseană.

#### Ritul bizantin
În Imperiul Bizantin, centrul Serviciilor Liturgice s-a mutat din zona din jurul Ierusalimului la Constantinopol. În special, Teodor Studitul (c. 758 – c. 826) a unit o serie de influențe din ritualul curții bizantine cu practicile monahale comune în Anatolia,  adăugând o serie de imnuri compuse de el și fratele său Iosif (vezi Tipic pentru mai multe detalii).

#### Rituri occidentale
În Occident, Rânduiala Sfântului Benedict (scrisă în 516) a fost concepută după îndrumările sale pentru rânduiala bazilicelor din Roma. El a fost cel care a expus conceptul inseparabilității vieții spirituale de munca fizică sub forma dictonului Ora et labora – „Rugați-vă și lucrați”. Ordinul Sfântului Benedict a început să numească rugăciunile Opus Dei sau „Lucrarea lui Dumnezeu”.

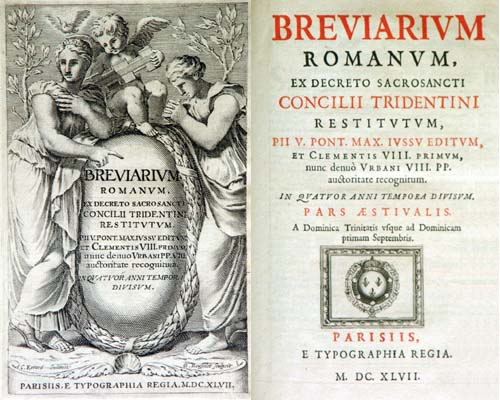
Breviarum Romanum, Paris, 1647

Pe măsură ce slujba ceasurilor a devenit mai importantă în viața Bisericii, ritualurile au devenit mai elaborate. Liturghia orelor necesita deja diverse cărți, cum ar fi o psaltire pentru psalmi, un lecționar pentru a găsi citirea Scripturii desemnată pentru ziua respectivă, o Biblie, un imn pentru cântare etc. Pe măsură ce parohiile creșteau în Evul Mediu, departe de catedrale și bazilici era nevoie de un mod mai concis de aranjare a ceasurilor. Așadar, s-a dezvoltat un fel de listă numită Breviar, care dădea formatul slujbelor zilnice și textele de utilizat.
Răspândirea breviarelor a ajuns în cele din urmă la Roma, unde Papa Inocențiu al III-lea și-a extins utilizarea în Curia Romană. Franciscanii au căutat un breviar într-un volum pe care călugării lor să-l folosească în timpul călătoriilor, așa că ordinul a adoptat, dar înlocuind Psaltirea Gallicană cu cea romană. Franciscanii au răspândit treptat acest breviar în toată Europa. În cele din urmă, Papa Nicolae al III-lea a adoptat breviarul franciscan foarte utilizat ca fiind breviarul folosit la Roma. Până în secolul al XIV-lea, breviarul conținea întregul text al orelor canonice.

## Practica actuală înritul latin
Legea canonică prescrie preoților recitarea integrală a liturghiei orelor în fiecare zi, iar diaconilor numai dimineața și seara. Practicile comunităților religioase diferă în funcție de regulile și constituțiile monahale. Conciliul Vatican II a propus și laicilor să recite Liturghia Orelor.
Practica romano-catolică curentă se axează pe trei ore majore și de la două la patru ore minore:
- oficiul lecturilor (matinalul), oră majoră;
- laudele de dimineață (laudele), oră majoră;
- ore diurne, care pot fi una sau toate cele următoare:
  - ora a treia (terța);
  - ora a șasea (sexta);
  - ora a noua (nona);
- vespera (rugăciunea de seară), oră majoră;
- completoriul (rugăciunea de noapte).

### Orele majore
Orele majore sunt oficiul lecturilor, laudele și vesperele.
Oficiul lecturilor constă din:
- imn;
- psalmodie (unul sau doi psalmi);
- lectură lungă din Sfânta Scriptură;
- lectură lungă din viețile sfinților sau dintr-un tratat teologic despre sensurile Scripturilor sau un pasaj din documentele Conciliului Vatican II;
- în nopțile precedente duminicii sau sărbătorilor, oficiul poate fi lărgit cu vigilii, prin adăugarea a trei cântări din Vechiul Testament și a unui fragment din Evanghelie;
- imnul Te Deum (la solemnități, sărbători și duminici, în afara Postului Mare);
- rugăciunea de încheiere;
- versetul de încheiere.

Caracterul rugăciunii de dimineață este cel de laudă, iar al rugăciunii de seară este de mulțumire. Ambele au același format:
- un imn, compus de Biserică;
- doi psalmi, sau unul mai lung împărțit în trei părți, o cântare din Vechiul Testment dimineața și din Noul Testament seara;
- un fragment scurt din Sfânta Scriptură;
- responsoriul, de obicei un verset din scripturi sau poezie litugică;
- Cântarea lui Zaharia, Benedictus pentru rugăciunea de dimineață și Cântarea Mariei, Magnificat, pentru cea de seară;
- rugăciuni de cerere (intercesiuni);
- Rugăciunea domnească (Tatăl nostru);
- rugăciunea de încheiere;
- salutul;
- binecuvântarea;
- trimiterea.

### Orele minore
Orele minore (sau medii) repetă obișnuința creștinilor de se ruga chiar atunci când sunt ocupați cu munca, pentru a imita Biserica din vremea apostolilor. Uzanța liturgică a reținut Orele a treia (ora 9.00), a șasea (ora 12.00) și a noua (ora 15.00) fiindcă acestea comemorează evenimente din Evanghelie.
- introducere;
- un imn;
- psalmodia (de obicei, Psalmul 119);
- lectură scurtă, urmată de un verset responsorial;
- rugăciune de încheiere;
- verset de încheiere (aclamație).

Rugăciunea de noapte (completoriul) este ultima rugăciune a zilei, care trebuie făcută înaintea odihnei de noapte, dacă este cazul, chiar după miezul nopții.
Structura completoriului:
- introducere;
- examinarea de conștiință (urmată de actul penitențial);
- imn;
- psalmodie;
- lectură scurtă;
- responsoriul In manus tuas, Domine („În mîinile Tale, Doamne”);
- Cântarea bătrânului Simeon, Nunc dimittis, din Evanghelia după Sf. Luca, cu antifon ;
- rugăciune de încheiere;
- binecuvântare;
- antifonele Sfintei Fecioare Maria.

În fiecare oficiu, psalmii și cântările sunt încadrate de antifone și doxologii tradiționale.

## Practica actuală înritul bizantin
Deoarece ritul bizantin a evoluat ca o sinteză a două rituri distincte – ritul catedralei din Constantinopol numit "asmatiki akolouthia" („slujbe cântate”) și tipicul monahal al Mănăstirii Sfântului Sava cel Sfințit de lângă Ierusalim – slujbele sale sunt foarte dezvoltate și destul de complexe.
Catedralele și mănăstirile au păstrat, în general, rânduiala din Tipicul Sf. Sava. În tradiția rusă, prigherea toată noaptea este slujită în fiecare biserică în nopțile de sâmbătă și în ajunul zilelor de sărbătoare (deși poate fi prescurtat pentru a fi de până la două ore), în timp ce în alte părți, este obiceiul să se slujească utrenia în dimineața sărbătorii. În ultimul caz, Vecernia și Utrenia sunt mai puțin prescurtate, Sfânta Liturghie începe la sfârșitul utreniei și ceasurile nu mai sunt citite.
De asemenea, pe măsură ce ritul a evoluat în diverse locuri, au apărut diferite obiceiuri; un studiu despre unele dintre acestea a fost scris și publicat de Arhiepiscopul Basil Krivoshein. 

### Cicluri liturgice
În cadrul timpului liturgic Ceasurile sau Cele șapte laude reprezintă un ciclu zilnic de rugăciune. Acestea sunt săvârșite în întregime în mănăstiri și catedrale, parțial în bisericile de parohie și tot parțial de unii mireni. Întrucât ziua liturgică începe seara, ceasurile liturgice se desfășoară în următoarea ordine: 
1. vecernia;
2. pavecernița sau dupăcinarul;
3. miezonoptica;
4. utrenia cu laudele + ceasul întâi;
5. ceasul al treilea;
6. ceasul al șaselea;
7. ceasul al nouălea.

### Ceasurile împărătești
Ceasurile mari sau Ceasurile împărătești se oficiază în ajunul Nașterii Domnului, Bobotezei și Bunei Vestiri. Slujba are o rânduiala specială față de Ceasurile obișnuite cărora li se adaugă lectura din Apostol și Evanghelie.

### Cărți liturgice
Orologhionul (῾Ωρολόγιον) sau Ceaslovul (slavonă bisericească : Часocлoвъ, Chasoslov), furnizează porțiunile fixe ale ciclului zilnic de slujbe. Partea mobilă a slujbelor este preluată din:
Psaltire (Greek: Ψαλτήρ(ιον), "Psalter(ion)"; Slavonic: Ѱалтырь or Ѱалтирь, "Psaltyr")
Octoih (Greek: Ὀκτώηχος; Slavonă: Октоихъ, Oktoikh sau Осмогласникъ, Osmoglasnik)
Minei (Greek: Μηναίον; Slavonă: Минїѧ, Miniya)
Triod (Greek: Τριῴδιον, Triodion; Slavonă: Постнаѧ Трїѡдь, Postnaya Triod)
Penticostar (Greek: Πεντηκοστάριον, Pentekostarion; Slavonă: Цвѣтнаѧ Трїѡдь, Tsvetnaya Triod)
Sinaxar (Greek: Συναξάριον)
Irmologhion (Greek: ῾Ειρμολόγιον; Slavonă: Ирмологий)
Evanghelie (Greek: Ευαγγέλιον, Evangélion)
Tipic bisericesc (Greek: Τυπικόν, Typikon; Slavonă: Тѵпико́нъ, Typikon sau уста́въ)
Scrieri patristice, Proloage